# Zweitaktgemisch
Zweitaktgemisch ist ein umgangssprachlicher Begriff für die semantisch richtige Bezeichnung Zweitaktmischung, einem Kraftstoff für Zweitakt-Ottomotoren. Dabei handelt es sich um eine Mischung aus Kraftstoff und Schmierstoff (Zweitaktöl) für kurbelgehäuse-gespülte Zweitakter mit äußerer Gemischbildung. Zweitaktmotoren mit innerer Gemischbildung (Zweitakt-Diesel, Ottomotoren mit Benzindirekteinspritzung) können folgerichtig nicht mit einer Zweitaktmischung geschmiert werden, da das Kurbelgehäuse nur von der Verbrennungsluft durchströmt wird und der Kraftstoff erst nach dem Überströmen im Brennraum zugegeben wird. Hier sind andere Verfahren wie Frischölschmierung oder eine Umlaufschmierung, ggf. eine Zylinderschmierung, erforderlich.

## Wirkungsweise
Beim Zweitakt-Ottomotor mit Kurbelgehäusespülung werden die beweglichen Motorenteile bei der Mischungsschmierung durch dem Kraftstoff beigemischtes Schmieröl (mögliche Mischungsverhältnisse: 1:15 bis 1:100, je nach Vorschrift des Motorenherstellers) geschmiert, wie heute noch bei vielen Motorrollern, Mofas, Außenbordmotoren, Kleinmotoren (Motorsägen, Rasenmäher, Modellbaumotoren), seltener bei Motorrädern, üblich. Bei PKW war dies teilweise bis Ende der 1980er Jahre der Fall, am bekanntesten sind wohl die DDR-Zweitakter wie Trabant 601, Wartburg 353 oder Barkas B 1000.
Alternative zu der Mischungsschmierung ist die Frischöl- oder Getrenntschmierung. Hierbei wird das separat mitgeführte Öl durch eine Pumpe gezielt entweder in den Ansaugtrakt des Motors oder direkt an die zu schmierenden Teile, wie z. B. Kurbelwellenlager, gefördert.
Beiden Verfahren gemeinsam ist, dass es sich um eine Verlustschmierung handelt und das Schmiermittel nach dem Passieren des Motors verloren ist.

## Verfügbarkeit und Herstellung

### Tankstellen

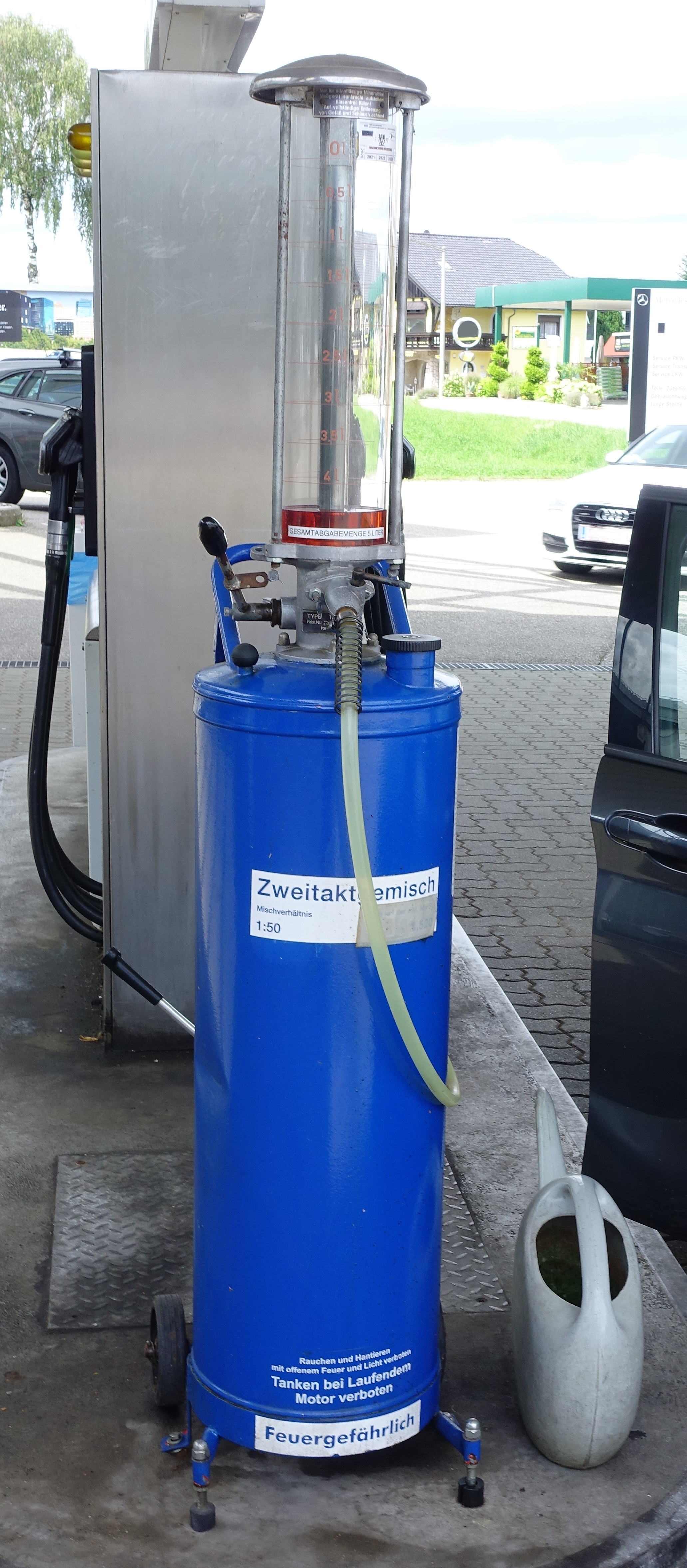
Zapfsäule für Zweitaktgemisch

In der DDR wurde aufgrund des großen Bestandes an mischungsgeschmierten Zweitaktfahrzeugen flächendeckend Zweitaktgemisch 1:25, 1:33 und 1:50 angeboten („Vergaserkraftstoff“, vgl. Artikel Minol). Das Mischungsverhältnis wurde mit einem Bedienknopf an der Zapfsäule eingestellt und als Kraftstoff diente VK88 („Normal“). Das Zumischen selber erfolgte direkt vor der Zapfpistole über einen separaten Ölschlauch. Dort befand sich auch ein Schauglas mit einer Schnecke, so dass erkennbar war, ob auch Öl beigemischt wird. Die Zapfsäulen erlaubten auch das Zapfen von blankem Kraftstoff in der Einstellung „ohne Öl“, die zur besseren Unterscheidung rot schraffiert unterlegt war. Aral hat in den 1990er Jahren in den neuen Bundesländern ebenfalls Gemisch-Zapfsäulen betrieben. Mit dem Rückgang der Zweitakter wurde das Angebot zunehmend ausgedünnt.
Eine weitere Bezugsmöglichkeit war – auch in Westdeutschland – das Tanken an einer Zweitaktzapfsäule, Mopedzapfsäule oder einem Moped-Betankungsgerät. Diese für kleinere Abgabemengen ausgelegten Apparaturen waren meist mobil auf dem Tankstellengelände aufgestellt und bestanden aus einem zylindrischen Kraftstoffbehälter aus Stahlblech im Unterteil und einer darüber montierten Mischvorrichtung, in der das Gemisch beim Tankvorgang „frisch“ hergestellt wurde. Dazu wurde mit einer Handpumpe oder pneumatisch Benzin (noch ohne Öl-Zumischung) aus dem Behälter unten – meist in Halbliter-Schritten – in einen mit Eichstrichen versehenen Glaszylinder hochgepumpt und im vorher ausgewählten Mischungsverhältnis mit Öl aus einem zweiten, kleineren Behälter versehen. Nach der Mischprozedur wurde das Gemisch in freiem Auslauf mit einem einfachen Zapfschlauch vom Mischglas in den Fahrzeugtank laufen gelassen. Bei Selbstbedienung mussten bei manchen Bauformen vor dem Tanken Wertmarken – meist ebenfalls für je einen halben Liter – an der Kasse gekauft werden und dann in das Gerät eingeworfen werden, was den Hochpump- und Mischvorgang auslöste. Da Mopeds, Roller und Leichtkrafträder heute zunehmend mit Getrenntschmierung oder gar mit Viertaktmotoren ausgestattet sind, sind solche Apparate inzwischen (Stand 2018) nur noch sehr selten zu sehen.

### Gerätebenzin
Speziell für den Einsatz in Land- und Forstwirtschaft sowie Gartenbau ist vorgemischtes gebrauchsfertiges Zweitaktgemisch auf der Basis von Alkylatbenzin erhältlich. Dieses ist auf den Einsatz in Kettensägen und anderen motorgetriebenen Handgeräten abgestimmt und wird meist im Mischungsverhältnis 1:50 angeboten. Es verursacht durch seine Zusammensetzung weniger gesundheitsschädliche Abgase als normales Tankstellenbenzin mit Zweitaktöl, was für diejenigen Personen relevant ist, die den Abgasen solcher Maschinen direkt ausgesetzt sind. Diese Kraftstoffe werden im Land- und Forstbedarfshandel – auch unter der Bezeichnung Sonderkraftstoff – in verschiedenen Gebindegrößen angeboten.

### Selbst mischen
Zum Verschwinden der Zweitaktzapfsäulen an den Tankstellen hat mit beigetragen, dass es oft günstiger war, Zweitaktöl separat zu kaufen, und an einer normalen Zapfsäule selber in den Tank zu geben.
Dazu muss die für die Kraftstoffmenge notwendige Ölmenge je nach dem gewünschten Mischungsverhältnis ausgerechnet oder aus einer Mischtabelle entnommen werden.
Das Öl kann auch in einem geeigneten Gefäß (zum Beispiel ein für Kraftstoffe zugelassener Kanister) dem Kraftstoff zugegeben und der Behälter kurz geschüttelt werden.
Bei Mopeds wird üblicherweise empfohlen, an der Tankstelle aus einem extra mitgeführten Fläschchen die passende Menge Zweitaktöl in den Tank zu geben, und danach regulären Ottokraftstoff daraufzutanken, was für eine gute Durchmischung sorgt.
Manche Fahrzeuge, wie der DKW Munga, waren auch mit einer mechanischen Mischvorrichtung ausgerüstet, die vor jedem Start kurz betätigt werden sollte. Dabei ist anzumerken, dass der Motor des Munga für den Verteidigungsfall konstruiert wurde, so dass auch für die Zweitaktmischung einfach das Bundeswehr-standard-Schmieröl verwendet werden durfte. Dagegen enthält reguläres Mischöl für Zweitaktmotoren Additive, die eine gute Vermischung mit dem Benzin unterstützen.
Während alte Volksweisheiten behaupten, dass es bei längerer Lagerung zu einer Entmischung kommen kann, wobei sich das Öl unten anreichern soll, geben Ölhersteller an, dass modernes 2-Takt-Öl sich vollkommen in Kraftstoff löst und sich auch nach langer Standzeit nicht entmischt.